# Charles Spencer (pianiste)
Pour les articles homonymes, voir Charles Spencer et Spencer.
Charles Spencer (né en 1955 dans le comté de York) est un pianiste et professeur britannique.

## Biographie
Spencer étudie avec Max Pirani à la Royal Academy of Music de Londres. Il achève ses études à l'Université de Musique de Vienne par le « prix pour la promotion des réalisations artistiques » du gouvernement autrichien.
Spencer est principalement actif en tant qu'accompagnateur de chanteurs du répertoire de la mélodie et du lied. Il a été le pianiste attitré de nombreux chanteurs, notamment Christa Ludwig, Bernarda Fink, Gundula Janowitz, Vesselina Kasarova, Marjana Lipovšek, Jessye Norman, Deborah Polaski, Thomas Quasthoff, Ildikó Raimondi, Peter Schreier, John Shirley-Quirk et Deon van der Walt. En outre, il a accompagné Elīna Garanča, Petra Lang, Andreas Schmidt, Peter Seiffert, Petra-Maria Schnitzer, Janina Baechle et Iris Vermillion.
Spencer a effectué de nombreux enregistrements – y compris dans les Lieder de Schubert avec Gundula Janowitz et Thomas Quasthoff ; des lieder de Brahms, avec Marjana Lipovšek, Deborah Polaski, Deon van der Walt, Doris Soffel et Michael Volle ainsi que des récitals avec Maria Venuti et Deon van der Walt.
Son disque Rossini avec Cecilia Bartoli a été salué mondialement (1991) ; tout comme celui avec Christa Ludwig intitulé « Adieu à Salzbourg » (1993).
Depuis 1999 Spencer enseigne l'interprétation du lied à l'Académie de musique de Vienne (Autriche).

## Discographie
- Brahms, lieder - Marjana Lipovšek (1993, Sony)
- Chopin et Pauline Viardot, Mélodies - Urszula Kryger (pl), mezzo-soprano (29–31 mars / 15 juin 1999, Hyperion CDH55270)
- Liszt
  - mélodies, vol. 1 - Janina Baechle,  mezzo-soprano (6–12 janvier 2009, SACD Marsyas MAR 1807-2)
  - mélodies, vol. 2 - Adrian Eröd (de), baryton (5–11 janvier 2009, SACD Marsyas MAR 1806-2)
- Rossini Recital - Cecilia Bartoli (1991, Decca)
- Schubert
  - 15 lieder - Gundula Janowitz (octobre 1989, Nuova Era 232909)
  - Goethe Lieder - Thomas Quasthoff, baryton-basse (1995, RCA)
  - Winterreise - Thomas Quasthoff, baryton-basse (1998, RCA)
- Schumann, Liszt, Brahms, Dichterliebe : Lieder nach Gedichte von Heinrich Heine - Deon Van der Walt (en), ténor (26–29 juillet 1994, Nightingale Classics)
- Schumann
  - lieder et duos - Petra Maria Schnitzer (soprano), Peter Seiffert (ténor) (20–21 novembre 2001, Orfeo)
  - lieder, op. 35 et 90 - Paul Armin Edelmann, baryton (2014, Capriccio C5172)
- Mélodies sur des poèmes de Theodor Storm - Ulf Bästlein (de), baryton (2004, MDG)
- Beethoven, Britten, Zemlinsky Eisler, Weill… mélodies - Thomas Michael Allen, ténor (2014, Capriccio)